# Centrolepis caespitosa
Centrolepis caespitosa är en gräsväxtart som beskrevs av David Alan Cooke. Centrolepis caespitosa ingår i släktet Centrolepis och familjen Centrolepidaceae. Inga underarter finns listade i Catalogue of Life.